# Villa Jiménez
Villa Jiménez är en ort i Mexiko.   Den ligger i kommunen Jiménez och delstaten Michoacán de Ocampo, i den centrala delen av landet, 280 km väster om huvudstaden Mexico City. Villa Jiménez ligger 2 011 meter över havet och antalet invånare är 4 249.
Terrängen runt Villa Jiménez är kuperad åt nordväst, men åt sydost är den platt. Runt Villa Jiménez är det ganska tätbefolkat, med 67 invånare per kvadratkilometer. Närmaste större samhälle är Zacapú, 13,0 km söder om Villa Jiménez. I omgivningarna runt Villa Jiménez växer huvudsakligen savannskog.